# Kommunalvalget i Gladsaxe Kommune 2021
Kommunalvalget i Gladsaxe Kommune 2021 blev afholdt som del af kommunal- og regionsrådsvalg 2021 tirsdag den 16. november 2021. Der skulle vælges 25 medlemmer af byrådet, og krævede 13 mandater for at danne et flertal. Siddende borgmester var Trine Græse fra Socialdemokratiet, der blev genvalgt og indgik i koalition med SF og Radikale Venstre. Trine Græse har siddet siden 2017, hvor hun overtog posten fra Karin Søjberg Holst. Gladsaxe Kommune har med undtagelse af to korte perioder 1973-1974 og 2002 altid været socialdemokratisk styret, og der er intet, der tyder på, at det ændrer sig efter dette valg.
Både Venstre og Dansk Folkeparti stillede denne gang op med nye spidskandidater, efter at Venstres spidskandidat i 2017, Pia Skou, siden er blevet medlem af Radikale Venstre, mens DF's spidskandidat 2017, Kristian Niebuhr, er blevet medlem af Socialdemokratiet. Derudover stillede også De Radikale, De Konservative, Nye Borgerlige og Liberal Alliance op med nye spidskandidater. Desuden stillede Lokallisten Gladsaxe op for første gang. Partiet består primært af tidligere medlemmer af Socialdemokratiet med de to tidligere socialdemokratiske byrådsmedlemmer Lise Tønner og Lene Svendborg i front. Sahar Aslani, der tidligere har stillet op for Liberal Alliance stillede op uden parti. Alternativet stillede ikke op i Gladsaxe kommune ved dette kommunalvalg.
Valgets store vinder var De Konservative der gik 4,3 procentpoint og 2 mandater frem. Den nye lokalliste blev valgt ind med et mandat mens Dansk Folkeparti og Venstre gik tilbage med et mandat. Socialdemokratiet mistede to mandater men sikrede sig dog stadig flertal i byrådet sammen med SF og Radikale.
SF, Kristendemokraterne og Enhedslisten opstiller med partilister, mens de øvrige partier opstiller sideordnet.
1. ↑  "Arkiveret kopi" (PDF). Arkiveret fra originalen (PDF) 11. oktober 2021. Hentet 11. oktober 2021.

## Valgte medlemmer af byrådet
| Mandatnr. | Navn                      | Parti                       |
| --------- | ------------------------- | --------------------------- |
| 1         | Trine Græse               | Socialdemokratiet           |
| 2         | Martin Skou Heidemann     | Venstre                     |
| 3         | Katrine Skov              | Socialdemokratiet           |
| 4         | Serdal Benli              | Socialistisk Folkeparti     |
| 5         | Lars Abel                 | Det Konservative Folkeparti |
| 6         | Trine Henriksen           | Enhedslisten                |
| 7         | Calle Greisholm           | Socialdemokratiet           |
| 8         | Astrid Søborg             | Venstre                     |
| 9         | Line Stockmal Ammundsen   | Socialdemokratiet           |
| 10        | Christina Rittig Falkberg | Radikale Venstre            |
| 11        | Henrik Sørensen           | Det Konservative Folkeparti |
| 12        | Signe Rosa Skelbæk        | Enhedslisten                |
| 13        | Ole Skrald                | Socialdemokratiet           |
| 14        | Lone Yalcinkaya           | Venstre                     |
| 15        | Dorthe Wichmand Müller    | Socialistisk Folkeparti     |
| 16        | Kristine Henriksen        | Socialdemokratiet           |
| 17        | Rebecca Plomin            | Det Konservative Folkeparti |
| 18        | Rikke Louise Schilling    | Socialdemokratiet           |
| 19        | Suleiman Naim             | Lokallisten Gladsaxe        |
| 20        | Tom Vang Knudsen          | Socialdemokratiet           |
| 21        | Susanne Damsgaard         | Dansk Folkeparti            |
| 22        | Pia Skou                  | Radikale Venstre            |
| 23        | Camilla Friis             | Venstre                     |
| 24        | Signe Ejersbo             | Socialistisk Folkeparti     |
| 25        | Michael Dorph Jensen      | Enhedslisten                |

1. ↑  Kommunalvalg Gladsaxe Kommune